# Sédhiou (departamento)
Sédhiou é um departamento da região de Sédhiou, na Casamansa, Senegal. É famoso por ser o local de nascimento do jogador Sadio Mané